# Dicliptera microchlamys
Dicliptera microchlamys là một loài thực vật có hoa trong họ Ô rô. Loài này được S.Moore mô tả khoa học đầu tiên năm 1910.